# Парга
Парга (грч. Πάργα Parga) градић је у Грчкој, у области Епир. Парга припада префектури Превеза у оквиру периферије Епир.
Данас је Парга чувена као најпознатије летовалиште на обали Епира. Парга је родно место Ибрахим-паше Паргалије.

## Положај
Парга се налази у приморском делу Епира, удаљена око 60 км југозападно од Јањине, средишта ове области. Град се сместио у омањем заливу Јонског мора.

## Становништво
| 2011.  |
| ------ |
| 11.866 |

У последња три пописа кретање становништва Парге било је следеће:
| Година | Град  | промена      | Општина |
| ------ | ----- | ------------ | ------- |
| 1981.  | 1.892 | -            | -       |
| 1991.  | 1.699 | -193/-10,20% | 3.569   |
| 2001.  | 2.022 | +323/+19,00% | 3.846   |

## Галерија
- Градска обала
- Парга 2018.г.
- Стрма улица старе Парге
- Остаци османлијске тврђаве
- Али пашина тврђава 2021.г.